# Mayhara da Silva
Mayhara Francini da Silva(Bauru, 9 de abril de 1989) é uma voleibolista indoor brasileira, atuou na posição de  ponta e atualmente exerce a fução de central, com marca de alcance de 320 m no ataque e 270 m no bloqueio, e querepresentando o país conquistou a medalha de prata na edição da Universíada de Verão de 2013 na Rússia e pela seleção principal conquistou a medalha de bronze no Grand Prix de 2015 nos Estados Unidos.Em clubes conquistou o tricampeonato em edições do Campeonato Sul-Americano de Clubes nos anos de 2015 (Brasil),2016 (Argentina) e 2017 (Brasil),  e o vice-campeonato na edição de 2018 no Brasil, além de ser semifinalista na edição do Campeonato Mundial de Clubes em 2015 nas Filipinas e na edição de 2017 no Japão obteve a medalha de prata.

## Carreira
Nos primeiros anos de contato com a modalidade de voleibol indoor, isto ocorria nas aulas de Educação Física, Mayhara não fazia ideia que naquele momento galgaria uma carreira profissional no esporte, por gostar muito de animais cogitava seguir a profissão de Veterinária, mas aos 13 anos de idade soube que seria realizado uma peneira em sua terra natal pelo clube Luso/lesb/Preve, chamando atenção do técnico da época pela estatura e habilidade.
Em 2007 estava atuando pelo Clube Recreativo Orion de São José dos Campos e após as férias foi cedida para disputar a fase final do Campeonato Paulista Sub-21 para o time da Luso/ Iesb/Preve; e neste mesmo ano também disputou o Campeonato Paulista, elite estadual,  Vale Sul Shopping /São José dos Campos.
Defendeu as cores do São José dos Campos Vôlei na edição do Campeonato Paulista de 2008, época que atuava pelo time tanto na posição de ponteira quanto na de central.
No período esportivo de 2008-09 transferiu-se para o Mackenzie/ Cia. do Terno e disputou a correspondente Superliga Brasileira Ae finalizou na sexta posição sob o comando do técnico Sérgio Vera.
Em 2009 retorna para reforçar o time da Luso/ Iesb/Preve que almejava a promoção a primeira divisão do Campeonato Paulista, e sob o comando de técnico Osvaldo Altafim Junior sagrou-se campeã dos Jogos Abertos e dos Jogos Regionais, ambas competições pela segunda divisão, deste ano; por este time sagrou-se campeã do Campeonato Estadual da Associação Pró Voleibol (APV) Sub-21 de 2009.
No ano de 2010 passou atuar pelo Uniara/Araraquara e disputou a elite do Campeonato Paulista  e alcançou o bicampeonato na edição do Campeonato Estadual da Associação Pró Voleibol (APV) Sub-21, individualmente  foi premiada como a melhor jogadora do torneio.
Ainda na temporada 2010-11 foi contratada pelo Sollys/Osascocompetindo por este na edição da Superliga Brasileira A 2010-11 e sagrou-se vice-campeã da edição.
No ano de 2011 retornou ao Uniara/Araraquara e disputou por este a edição do Campeonato Paulista, mais tarde foi contratada pelo Rio do Sul/Unimed/Delsoft e disputou a edição da Superliga Brasileira A 2011-12quando finalizou na décima posição.
Na temporada 2012-13 foi contratada pelo BananaBoat/Praia Clube e disputou o Campeonato Mineiro de 2012, durante  a temporada sofreu lesão no abdômen e descolamento da retina, sendo que ficou afastada por várias semanas, retornando em novembro de 2012 e prosseguir na disputa da Superliga Brasileira A 2012-13 e encerrou na quinta posição nesta competição.
Em 2013 foi convocada para representar o país na XXVII edição da Universíada de Verão realizada na cidade de Cazã e vestindo a camisa 2 conquistou a medalha de prata e neste mesmo ano renovou com o Banana Boat/Praia Clube e neste ano disputou o Torneio Internacional Top Volley  na Basileia e sagrou-se vice-campeã.
Ainda na temporada 2013-14 conquistou o título do Campeonato Mineiro de 2013terminando na quinta colocação , ocupando a décima quarta posição entre as maiores pontuadoras  da edição, registrando 298 pontos, finalizando a temporada ainda disputou a edição da Copa Brasil de 2014 realizada em Maringá repetindo a mesma colocação da superliga, ou seja, o quinto lugar.
Na temporada de 2014-15 despertou o interesse do técnico Bernardo Rezende para defender  as cores do Rexona-Ades/RJe conquistou seu primeiro título do Campeonato Carioca em 2014e também e disputou a Superliga Brasileira A 2014-15 e sagrou-se pela primeira vez campeã nesta competição. 
No ano de 2015 atuou pelo “Rexona-Ades/RJ” na conquista da medalha de ouro no Campeonato Sul-Americano de Clubes, sediado em Osasco, no Brasil e disputou o Campeonato Mundial de Clubes referente a este ano, vestia a camisa 2, a equipe encerrou na quarta posição.
Na temporada 2015 foi convocada pela primeira vez pelo técnico José Roberto Guimarães para o elenco principal da Seleção Brasileira e disputou o Grand Prix, e vestiu a camisa 7, este sediado em Omaha, Estados Unidos, ocasião que obteve a medalha de bronze.Ainda em 2015 sagrou-se também campeã da primeira edição da Supercopa Brasileira em 2015, sediada em Itapetininga.
Atuou novamente pelo “Rexona-Ades/RJ”  nas competições do período esportivo de 2015-16 e conquistou o título do Campeão Carioca de 2015, alcançando na sequência o bicampeonato na correspondente Superliga Brasileira A e sagrou-se campeã da Copa Brasil de 2016 realizada em Campinas.
Em 2016 representou o “Rexona-Ades/RJ”  na edição do Campeonato Sul-Americano de Clubes em La Plata, Argentina, sagrando-se bicampeã nesta ocasião de forma invicta, sem perder nenhum set e disputou o Campeonato Mundial de Clubes de 2016 em Manila, Filipinas, edição que finalizou na quinta posição.
Na jornada seguinte representou esse mesmo clube na conquista do vice-campeonato no Campeonato Carioca em 2016, alcançou o bicampeonato da Supercopa do Brasil  de 2016 em Uberlândia, conquistou o tricampeonato consecutivo na edição da Superliga Brasileira A 2016-17, alcançou bicampeonato na Copa Brasil em 2017, sediada em Campinas.
Na conclusão da temporada 2016-17, alcançou o tricampeonato consecutivo no Campeonato Sul-Americano de Clubes de 2017, em Uberlândia, Brasil, também na sequencia foi medalhista de prata na edição do Campeonato Mundial de Clubes em Kobe, Japão.
Novamente foi convocada para representar o país em edições da Universíada de Verão, desta vez foi em 2017, sendo realizada em Taipei, ocasião que cursava Administração pela Universidade Paulista (UNIP)  e vestindo a camisa  2 conquistou a nona posição.
Renovou com o Rexona-Sesc/RJ para a jornada esportiva de 2017-18 e sagrou-se campeã  da Supercopa Brasil de 2017 e também do Campeonato Carioca de 2017e vice-campeã da edição do Campeonato Sul-Americano de Clubes de 2018 sendo premiada como a segunda melhor central do campeonato.

## Clubes
| Clube                   | País   | De   | Até   |
| ----------------------- | ------ | ---- | ----- |
| Luso Bauru              | Brasil | 2006 | 2007  |
| Mackenzie/Cia do Terno  | Brasil | 2008 | 2009  |
| Uniara/C. Náutico       | Brasil | 2010 | 2011  |
| Sollys Nestlé/Osasco    | Brasil | 2010 | 2011  |
| Rio do Sul/Unimed       | Brasil | 2011 | 2012  |
| Banana Boat/Praia Clube | Brasil | 2012 | 2014  |
| Sesc/RJ                 | Brasil | 2014 | 2019  |
| Sesi/Vôlei Bauru        | Brasil | 2019 | atual |

## Títulos e resultados
- Campeonato Mundial de Clubes:2015[38]
- Superliga Brasileira Aː2014-15[35], 2015-16[44]e 2016-17[51]
- Superliga Brasileira Aː2010-11[13]
- Supercopa Brasileira de Voleibolː2015[42],2016[50], 2017[59]
- Copa Brasil:2016[45]
- Campeonato Carioca:2014[33] e 2015[33]
- Campeonato Carioca: 2016[49]
- Campeonato Mineiro:2013[28]
- Campeonato Estadual da APV Sub-21:2009[10] e 2010[10]
- Jogos Abertos (II Divisão):2009[9]
- Jogos Regionais (II Divisão):2009[9]

## Premiações individuais
- 2ª Melhor Central do Campeonato Sul-Americano de Clubes de 2018[61]
- MVP do Campeonato Estadual da APV Sub-21 de 2010[10]